# Falsodihammus strandiellus
Falsodihammus strandiellus là một loài bọ cánh cứng trong họ Cerambycidae.